# Real Monasterio de San Agustín
El Real Monasterio de San Agustín fue un monasterio agustino en la ciudad de Burgos (Castilla y León, España), que actualmente tiene usos culturales por parte de la Diputación Provincial de Burgos.

## Historia

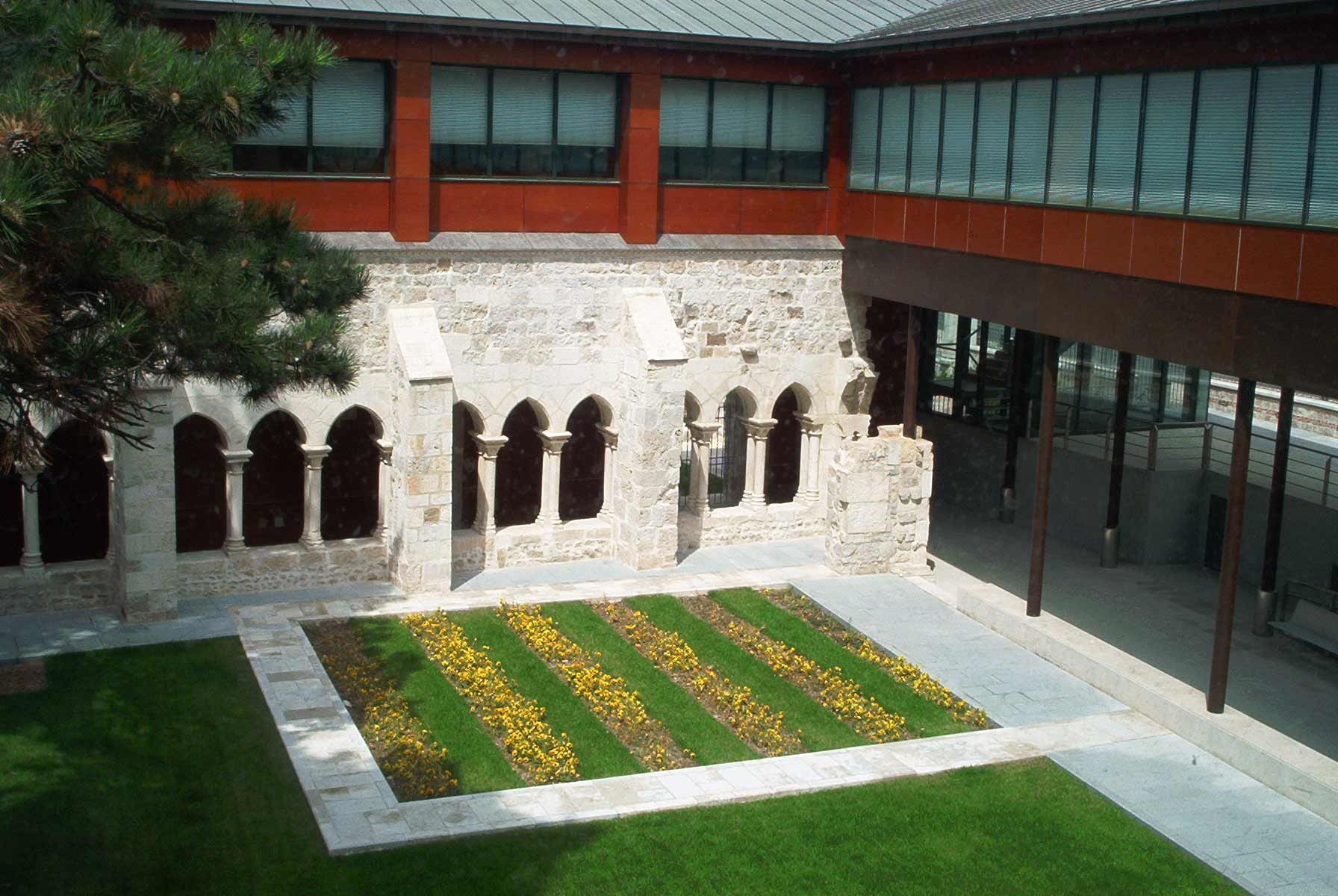
Patio

El monasterio de San Agustín de Burgos perteneció a la comunidad de agustinos de la ciudad. La tradición afirma que fue el primer convento que existió en Burgos y fija su establecimiento en el siglo IX, en torno a los años de la fundación de la ciudad de Burgos. Será a partir del siglo XII cuando se comiencen a encontrar noticias documentales más concretas que demuestran que ya para estas fechas la comunidad de agustinos gozaba de una cierta notoriedad dentro de la sociedad burgalesa, siendo especialmente favorecida por los miembros de la familia real.
El convento tuvo su época de esplendor en el siglo XVI, de modo especial bajo la autoridad de Santo Tomás de Villanueva. Llegó a contar con 60 religiosos, y a ser lugar de enterramiento elegido por algunos miembros de las principales familias burgalesas (Sanzoles, Orense, Gallo, etc.), lo que nos habla de la floreciente y holgada situación de la comunidad religiosa que perdurará hasta la llegada de las tropas francesas a Burgos, bajo los cuales San Agustín se convierte en hospital y almacén de guerra, produciéndose a la salida del ejército su incendio y destrucción.
El monasterio de San Agustín tiene un amplio y profundo arraigo en la tradición religiosa burgalesa a través de los siglos, ligado fundamentalmente al hecho de que hasta mediados del siglo XIX fue la sede del conocido Santísimo Cristo de Burgos (actualmente en la Catedral burgense, donde se trasladó definitivamente en 1836), que lo convirtieron en centro de peregrinación para la población y visitantes de paso por la ciudad. La vida conventual se extinguió en 1828, después de que los frailes repararan mínimamente la práctica destrucción causada por las tropas francesas. La desamortización dio el golpe definitivo al que fuera durante siglos célebre cenobio agustino. En 1863 la Diputación Provincial de Burgos adquirió los restos del convento para destinarlo a Colegio de Sordomudos y en 1881 esta entidad se hará también con la parte correspondiente a las huertas del monasterio, donde construyó el antiguo Hospital Provincial y el complejo asistencial de San Agustín.
A lo largo de la segunda mitad del siglo XIX y XX el edificio, que acoge de forma sucesiva diferentes instituciones de carácter docente —Escuela Normal de Maestros, Escuela de Comercio, Escuela de Aparejadores, etc.— experimenta numerosas reformas que implican la progresiva alteración y enmascaramiento de los restos históricos, lo que no es óbice para su declaración en 1892 como Monumento Histórico Artístico. En noviembre del año 1998 se iniciaron las obras de rehabilitación, según el proyecto redactado por la arquitecta de la Diputación Provincial, Marina Escribano Negueruela, que ha conjugado con acierto la recuperación de los elementos antiguos con los de nueva planta. Fue inaugurado el 20 de mayo de 2002, con uso de índole cultural.

## Edificio y servicios
La superficie construida del centro alcanza los 6.532 metros cuadrados distribuidos en planta baja y dos alturas, organizadas en diferentes niveles. Los servicios instalados en el monasterio son los siguientes:
- Archivo de la Diputación Provincial: nació el 25 de septiembre de 1813, el mismo día del establecimiento de la institución. El legado documental está formado por un «fondo general» que lo forma la documentación producida por la actividad de la Diputación desde el inicio de sus funciones y por los «fondos especiales», incorporados al archivo por vías dispares (compra, donación, etc), y entre los que destacan los denominados «Catastro del Marqués de la Ensenada», y Fondo fotográfico «Photo-Club».
- Biblioteca Castilla y León: es el resultado de la fusión de la anterior Biblioteca Auxiliar del Archivo de la Diputación con la Biblioteca Castilla y León, creada en 1981, a partir de la importante donación hecha por el burgalés afincado en Valencia, D. Andrés Ortega del Álamo, e instalada en el edificio del Consulado del Mar de Burgos. Su fondo general dispone de un conjunto limitado de obras, con predominio de las de Humanidades, así como materiales de consulta y publicaciones periódicas. Cuenta en total con más de 30.000 volúmenes. Además de libros de carácter general es depositaria de la que fue biblioteca personal de D. Manuel Machado, con primeras ediciones de libros escritos por él, algunos dedicados a su mujer. Cuenta con unos 1650 libros y casi 200 recortes de prensa que recogen las críticas a los estrenos teatrales de los dos hermanos. Otro curioso fondo es el de libros escolares, con más de 3000 volúmenes de los siglos XIX y XX.
- Servicio de Recuperación de Archivos Municipales: inicia su actividad regular en febrero de 1994. El objetivo fundamental del servicio es la organización de los fondos documentales de la entidades locales, ya sean municipios o juntas administrativas. Una vez recuperado el archivo y entregado a la entidad local titular, el servicio presta la asistencia técnica necesaria para la gestión de los documentos que se van produciendo para que el patrimonio documental no se pierda ni se deteriore así como para facilitar el acceso tanto a los ayuntamientos como a los ciudadanos.
- Centro Provincial de Restauración: con el objetivo de conservar el patrimonio artístico, documental y bibliográfico de la provincia de Burgos, la Diputación burgalesa dispuso en el monasterio de San Agustín de los talleres y laboratorios necesarios para cumplir este fin.
- Unidad de Cultura, Educación y Turismo de la Diputación Provincial: desde el año 2009 la gestión cultural de la Institución Provincial de Burgos se coordina desde el edificio.
- Consorcio Camino del Cid: desde el año 2003, la institución cidiana se ubica provisionalmente en el monasterio de San Agustín. Formada por ocho diputaciones provinciales (Burgos, Soria, Guadalajara, Zaragoza, Teruel, Castellón, Valencia y Alicante) tiene entre sus fines promocionar este itinerario turístico cultural.
- Instituto Provincial para el Deporte y la Juventud de Burgos(IDJ).